# Kell (Illinois)
Kell es una villa ubicada en el condado de Marion, Illinois, Estados Unidos. Según el censo de 2020, tiene una población de 173 habitantes.

## Geografía
La localidad está ubicada en las coordenadas 38°29′15″N 88°54′0″O / 38.48750, -88.90000 (38.487552, -88.90001). Según la Oficina del Censo de los Estados Unidos, Kell tiene una superficie total de 2.60 km², correspondientes en su totalidad a tierra firme.

## Demografía
Según el censo de 2020, hay 173 personas residiendo en Kell. La densidad de población es de 66.54 hab./km². El 95.38% de los habitantes son blancos, el 0.58% es asiático, el 0.58% es isleño del Pacífico, el 0.58% es de otra raza y el 2.89% son de una mezcla de razas. Del total de la población, el 1.16% son hispanos o latinos de cualquier raza.